# Vinkovci
Vinkovci su grad u istočnoj Hrvatskoj. Nalazi se u Vukovarsko-srijemskoj županiji.

## Zemljopisni položaj
Vinkovci se nalaze na samome sjeveroistoku Hrvatske na rijeci Bosut. Udaljeni su samo 20 kilometara od grada Vukovara koji je sjedište Vukovarsko-srijemske županije.
Grad i njegovo šire područje nalazi se na 78 – 125 metara nadmorske visine s površinom od 102 805 hektara od čega 60 623 hektara čine oranice, a 29 149 ha prekriveno je pretežito hrastovim i jasenovim šumama s blagom kontinentalnom klimom te dovoljnim i povoljnim rasporedom padalina.
Prostire se uz Bosutsku nizinu, autocestu i željezničku prugu koje spajaju Zapadnu Europu s Bliskim istokom te Srednju Europu s Jadranskim morem.

## Povijest
Vinkovci su najstariji grad u Europi kontinuirano naseljen 8200 godina.

### Prapovijest
Arheološka istraživanja na području Vinkovaca pokazala su postojanje starije faze starčevačke kulture neolitika, i kontinuiranog življenja i postojanja naselja/grada duljeg od 8200 godina. Tri autohtone kulture, sopotska i vučedolska kultura, te vinkovačka kultura, nastanjivale su šire područje grada od 4000-1600 g. pr. Kr. U starijem željeznom dobu područje grada naselili su Iliri, a u mlađem Kelti koji su se ubrzo stopili s Ilirima.
Najstariji indoeuropski kalendar Orion pronađen je na području današnjih Vinkovaca prilikom iskapanja u blizini današnjeg hotela Slavonija 1978. godine.

### Antika
Na vrhu najsjevernije točke Bosutskog meandra, na povišenoj lijevoj obali koja se prema sjeveroistoku lagano podiže u vukovarski lesni ravnjak, nastalo je prapovijesno naselje čiji kontinuitet pratimo do današnjih dana. Iznad slojeva starčevačke, sopotske, vučedolske, vinkovačke, kompleksa brončanodobnih i željeznodobnih kultura, smjestilo se i rimsko naselje. Prethodnica su bila naselja u kojima su živjeli Skordisci, ono tipa oppidum poznato kao Dirov brijeg jugozapadno od Cibala i naselje na Ervenici koje se uklopilo u raster Cibala. Ako su lokalni Kelti i došli u sukob s Rimljanima, arheološki materijal to ne pokazuje. Vidljivi su međutim, tragovi keltskog keramičarstva čiji oblici se mogu pratiti i nakon osnutka rimskog naselja. Upitno je i postojanje vojnog logora na području Cibala, s obzirom na činjenicu da iz grada i okolice potječe vrlo malen broj nalaza koji se mogu vezati uz vojsku. Ako je neka postrojba i boravila u blizini grada, onda se radi o lokaciji koja još nije utvrđena.
Cibale su se smjestile na pravcu dva glavna puta, Aquileia − Poetovio – Mursa – Cibalae – Sirmium – Singidunum i Siscia – Sirmium u provinciji Pannonia Secunda. Uz blizinu limesa i povezanost s Mursom, Cibale predstavljaju važno čvorište na razmeđi puteva i njihov položaj je idealan za opskrbno komunikacijski centar. Naselje na Dirovom brijegu vjerojatno prestaje funkcionirati početkom 1. stoljeća. Osnovu populacije rimskog grada čine domaći stanovnici kojima se pridružuju doseljenici iz ostalih dijelova carstva. Do nedavno su najraniji nalazi s područja Cibala potjecali s nalazišta Liskovac, oko 1,5 km od samog grada gdje su pronađeni nalazi iz sredine 1. stoljeća, no novija istraživanja su otkrila ostatke arhitekture iz 1. stoljeća na prostoru današnjeg Korza.
Municipalni status grad dobiva za Hadrijana (117. – 138.) kao i mnogi drugi rimski gradovi (Andautonia (Šćitarjevo), Mursella (Kisárpas?, Mađarska), Carnuntum (Bad Deutch Altenburg, Austrija), Aquincum (Budimpešta, Mađarska), Aqua Balisae (Daruvar), Bassianae (Petrovci, Srbija)...).  Markomanski ratovi (167. – 180.) se ne odražavaju na arheološkom materijalu, ali vjerojatno je došlo do generalne krize ako sam grad i nije bio neposredno ugrožen i izložen borbama. Slično kao i u Mursi, nakon razdoblja krize uslijedio je period procvata za vrijeme Severske dinastije (193. − 235.). Cibale su uzdignute na status kolonije carskim dekretom u isto vrijeme kada i Carnuntum (Bad Deutch Altenburg), Aquincum (Budimpešta, Mađarska), Bassianae (Petrovci, Srbija) i Brigetio (Komárom Szóny, Mađarska). Ovu fazu urbanizacije započeo je Septimije Sever (193. – 211.), a nastavio je njegov sin Karakala (198. – 218). Koji je od dvojice careva dodijelio status kolonije ostaje otvoreno pitanje, iako natpisi koji svjedoče o proputovanju Septimija Severa kroz Panoniju ukazuju na to da se vjerojatnije radi o ocu, čime puno ime kolonije glasi Colonia Aurelia Cibalae. Nakon proglašenja kolonijiom slijedi faza stabilnog razvoja koja traje do Konstantinovske dinastije (305. – 363.), kada Cibale doživljavaju brz procvat i velike promjene. Mnoštvo građevina se može datirati upravo u 4. stoljeće i vrlo velika količina numizmatičkih nalaza potječe iz istog razdoblja.
Značajan događaj koji se odvio u blizini grada 8. ožujka 314. ili 316. godine je bitka između Konstantina (306. – 337.) i Licinije (318. – 324.). Iako brojčano nadmoćniji, Licinije je izgubio bitku nakon koje je uslijedilo primirje. Ovaj se događaj vrlo slabo dokumentira u arheološkom materijalu, osim u velikoj količini novca, ali su izvori vjerno opisali mjesto i tijek bitke. Postoje pretpostavljene lokacije logora i položaja same bitke ali ih treba potvrditi sustavnim istraživanjima. Grad se i dalje živo razvija, istraživanja provedena tijekom 2008. i 2009. godine na raznim lokacijama u gradu pokazuju procvat gradnje i uređenja za vijeme Valentinijana i Valensa. Ova faza traje do 378. godine kada nakon bitke kod Hadrijanopola dolazi do raspada sustava rimskog provincijalnog života u Panoniji. Na materijalu nije vidljivo stradavanje u Vizigotskim pljačkaškim provalama, ali grad vjerojtano zahvaća opća kriza i depopulacija te se može pretpostaviti da se život nastavlja na smanjenoj površini. Da određeni uvjeti za život i dalje postoje pokazuju i brojni nalazi Gepdiskog porijekla. 
Na ovom mjestu treba istaknuti i dvije osobe koje možemo poimence nabrojiti, a od iznimne su važnosti. Radi se o dva cara, Valentinijan I.(364. – 375.) i Valens (364. – 378.), obojici rođenim u Cibalama, čiji je otac Gracijan također bio iz Cibala. Valentinijan, stariji od braće, rođen 321. godine, počinje vojnu karijeru potaknut ocem što rezultira njegovim izborom za cara 25. veljače 364. godine u Nikeji. U cijelosti, njegova se vladavina može ocijeniti kao vrlo uspješna. Slovi kao posljednji veliki zapadni car. Posljednji je koji je uspješno ratovao i koji je uspješno branio granice carstva i upravo mu je velika vojna vještina poslužila u uspostavljanju impresivne kerijere. Najveća mu je mana, kao i ocu i bratu, čini se obiteljska odlika, vrlo buran temperament i snažni izljevi bijesa. Umire 375. godine pored Brigetia za mirovnih pregovora s germanskim plemenom Quada. Ono što su kroničari opisali danas se pretpostavlja da je smrt od moždanog udara kojem je prethodilo vikanje na izaslanike. Njegov brat Valens, rođen u kolovozu 328. godine, vlada istočnim dijelom carstva od 28. ožujka 364. godine kada ga Valentinijan proglašava suvladarom u Hebdomonu, vojnom logoru nedaleko Konstantinopola. Njegova se vladavina ne može opisati tako blistavo, ako je vjerovati izvorima, iako se iskazao kao vrlo dobar zakonodavac i upravitelj. Glavni je razlog njegove nepopularnosti činjenica da je bio Arijanac, te su ga ranokršćanski izvori prikazivali u vrlo lošem svjetlu. Dvije su verzije Valensove smrti. Jedna kaže da je Valens poginuo pogođen strijelom, dok druga verzija govori da se Valens s nekolicinom vojnika sklonio u jednu utvrđenu kuću. Kada su Goti okružili kuću, netko je na njih ispalio strijelu, te su tako Goti shvatili da se netko tamo skriva. Kuću su zapalili pa je tako skončao i Valens. Ova druga verzija je postala naročito popularna, pogotovo kod kršćanskih izvora i onih nesklonih Valensu (Zosim, Rufinije, Sozomen, Teodoret i Filostorgius) koja odgovara božjoj kazni za počinjena zlodjela prema kršćanima. Prvu verziju donose Libanius i Sokrat, kršćanski pisac i Homouzijanac, dok Amijan Marcelin donosi obje verzije priče. (Epit. 46.2; Zos. 4.24.2; AM 31.13; Macdowall 2001; Lenski 2002: 320-369) Upravo zbog toga treba ostaviti otvorenom mogućnost da do otkrića nekih novih spoznaja nikada sa sigurnošću nećemo moći znati kako je završio Valensov život. 
Ostatci Cibala bili su vidljivi Marsiliju u 18. stoljeću koji nam je ostavio tlocrt grada s naznačenim fortifikacijskim sustavom. Još dva tlocrta su nam poznata, onaj I. Domca iz 1898. i tlocrt iz 1798. tiskan u istom izdanju.
Pitanje fortifikacijskog sustava Cibala još nije do kraja riješeno. Iz arheološkog materijala je vidljivo da su uz opkope i Bosut na južnoj strani, na pojedinim mjestima možda funkcionirali zemljani bedemi, ali pitanje trajanja i datacije ostaje otvoreno kao i mogućnost postojanja zidanih bedema. Ukupna površina grada se procjenjuje od 366.000 m2 pa do 560.000 m2, a broj stanovnika u razdoblju najvećeg procvata vjerojatno nije prelazio 10 000. Istraživanja koja su vođena posljednjih 40 godina otkrila su postojanje brojnih objekata: gradskog kupališta, dekumanuma, glavnog kanalizacijskog odvoda, mnoštva peći za pečenje keramike i drugih javnih i privatnih objekata. Sva istraživanja vode ka zaključku da grad nije imao strogo ortogonalan raspored. Nekropole se nalaze uz sve prometnice koje vode iz grada, a najbolje su istažene sjeverna, zapadna i južna. Za sada su pronađena samo tri paljevinska ukopa, dok su svi ostali inhumacijski, najčešće u rakama ali prisutni su i ukopi u zidanim gorbnicama i sarkofazima. O stanovništvu Cibala znamo relativno malo zahvaljujući manjkavoj epigrafskoj građi, ali se vjerojatno radi o mješavini doseljenog i autohtonog stanovništva. Poznata su nam imena gradskog dekuriona, questora i augura. Od kolegija se navodi samo jedan, onaj vatrogasaca (fabrum et centonarionum). Osim brojnih luksuznih uvoznih predmeta, u Cibalama je zabilježen neobično velik broj peći. Radi se o 70 peći koje su uglavnom služile za pečenje keramike. Nađena je i jedna peć za pečenje opeke, jedna za vapno, a u novijim istraživanjima nađena je i peć za proizvodnju stakla. 
U Cibalama su se štovali Jupiter, Minerva, Herkul, Neptun, Liber i Libera, Venera, Dijana i Silvan. Zabilježeno je i štovanje Mitre, kulta podunavskih jahača i Kibele. Kršćanstvo je u Cibalama rano prihvaćeno o čemu govore brojni nalazi iz prve polovice 3. stoljeća, a ostala su nam sačuvana imena cibalitanskog biskupa Euzebija i pisara Poliona koji su umrli mučeničkom smrću, a po čiji imenima je nazvana i današnja župna crkva. Brojni nalazi svjedoče o važnosti Cibala kao trećeg najvećeg grada u Panoniji Secundi i vjerojatno važnog opskrbnog centra za logore i utvrde na limesu. Prostor Cibala odgovara prostoru šireg gradskog središta današnjih Vinkovaca.

### Srednji vijek
Pogibijom cara Valensa kod Hadrianopolisa 378. godine započinje i kraj antičkih upravnih struktura na prostorima Panonije. Puno je veća vjerojatnost da je grad polako odumro nego da je uništen u pljačkaškom pohodu Vizigota 388. ili 389. godine, kako to predlažu neki autori. Naime, arheološka istraživanja na većim površinama u središtu grada zadnjih godina nisu dala dovoljno dokaza za temeljito uništenje kakvo je vidljivo u Mursi. Postavlja se pitanje jesu li Cibale uopće opljačkane, a ako i jesu, čini se da je ipak ostalo dovoljno infrastrukture za održavanje života. Konglomerat plemena poznat kao Vizigoti u sljedeća dva stoljeća slijede Ostrogoti, Huni, Gepidi i Langobardi. Antički grad, međutim, ni tada nije prestao postojati, ali život u njemu neumitno odumire i sužava se, kako potvrđuju arheološka istraživanja, samo na pojedine dijelove grada. Od svih spomenutih barbarskih, uglavnom germanskih naroda, trajnog traga na prostoru Cibala ostavljaju samo Gepidi. Prva faza gepidske dominacije (476.−504.) završava potpadanjem pod vlast ostrogotskog vladara Teodorika I., tj. s njegovim osnivanjem provincije Panoniae Sirmiensis sa sjedištem u Sirmiju. Druga faza gepidske dominacije (536.−567.) znatno bolje je arheološki dokumentirana. Na ukupno 11 lokacija u najužem središtu grada otkriveno je ukupno 46 gepidskih grobova dok s 5 mjesta unutar bedema antičkog grada postoje i nalazi keramike koji potvrđuju njihovo trajnije naseljavanje. Cibale su dakle u 6. stoljeću potpuno barbarizirane, ali je njihovim gepidskim stanovnicima izdišući antički grad očito još uvijek važan.
Dolazak Avara u Panoniju (568.) i njihovo osvajanje Sirmija (582.) konačno i potpuno dokida kasnoantičko razdoblje. Znanstvenici su znali da su Avari boravili na ovom području, ali sve do svibnja 2020. nije bilo nalaza avarskih grobova. Arheološka senzacija zbila se zadnjeg tjedna travnja 2020. godine. Radnici su proširivali na vinkovačkom Gradskom groblju grobljanske parcele pa su naišli na avarske grobove Pozvani su arheolozi. Arheolozi su pronašli rijetke primjerke grobova, zidani i ratnički u običnoj zemljanoj raki koji ima jedinstvene ukrase orme na području današnje Hrvatske. Još je ostalo pet grobova za istražiti. Rijedak nalaz posmrtnih ostataka avarskog ratnika s pojasnom garniturom može se datirati u prijelaz 7. na 8. stoljeće. Otkriveno tijelo avarskog ratnika prvi je takav nalaz u Hrvatskoj, a jedinstveniji je jer je kraj njega nađen ukopan potpuno netaknut konj. Pljačkaši su u prošlosti opljačkali konjanikove ostatke, ali ne i konja. Oprema na konju je rijetki nalaz. Nađeni su sedlo i brončani ukrasi na dijelovima lubanje kojih je do sada pronađeno samo desetak na području avarskog kaganata odnosno države koja se između 6. i 8. stoljeća prostirala na području srednje Europe. Arheolozi objašnjavaju zidani grob tezom da su Avari vidjeli kako su se Rimljani pokapali pa su napravili svoje kopije rimskih grobova. Pretpostavlja se da bi moglo biti još nalaza, jer granica zaštićene arheološke zone u Vinkovcima prolazi sredinom polja na kojem su se pojavili avarski grobovi. I bez ovih nalaza u Gradskom muzeju u Vinkovcima je najveća zbirka nalaza iz avarskoga razdoblja u Hrvatskoj. Čini ju više od 3000 predmeta poteklih iz više od 500 grobova s četiri lokaliteta u okolici Vinkovaca: Otok (Gradina), Privlaka (Gole njive), Stari Jankovci (Gatina) i Nuštar (Dvorac). Nalazi 10 slavenskih paljevinskih grobova (9 s urnom i 1 bez nje) u zapadnom dijelu grada (Duga ulica 99) upućuju na zaključak kako je središte antičkih Cibala unutar bedema toliko razrušeno i nefunkcionalno da ga novi slavenski naseljenici izbjegavaju te svoje naselje formiraju negdje u blizini vanjske strane zapadnog bedema. Ovi slavenski paljevinski grobovi datiraju se u 7. stoljeće, odnosno povezuju se s vremenom doseljenja u vrijeme Prvog avarskog kaganata (582. − 626.). Razdoblju Drugog avarskog kaganata (oko 670. − 796.) u Vinkovcima pripada tek nekoliko sporadičnih nalaza pa neki autori na temelju izvode zaključak o svojevrsnom naseobinskom hijatusu tijekom 8. – 9. stoljeća na prostoru Vinkovaca. Međutim, nalaz jednog avarskog pojasnog jezička iz 8. stoljeća na Meraji osporava tezu o ovom naseobinskom hijatusu. Osnovni razlog što na Meraji nema «avaro-slavenskog» rodovskog groblja na redove možda će biti u tome što su ga uništile kasnije faze ukopavanja (bjelobrdska, kasnosrednjovjekovna i ranonovovjekovna do kraja 18. stoljeća). Od preko 300 grobova evidentiranih na Meraji u iskopavanjima 1953., 1965., 1997. i 1998. godine iz istog razloga samo ih je 16 moglo biti pripisano bjelobrdskoj kulturi (10. − 13. stoljeća). Međutim, i oni su bili dovoljni da se zaključi kako se u blizini Meraje, koja se uzgred budi rečeno nalazi točno na poziciji uz vanjski rub zapadnog rimskog bedema, nalazilo bjelobrdsko naselje (10. − 13. stoljeća). Isto naselje je, na svojem rodovskom groblju na Meraji, sagradilo malenu ranoromaničku crkvicu datiranu, prema novcu ugarskog kralja Ladislava I. (1077. − 1095.) nađenom u jednom grobu unutar crkve, oko 1100. godine. Crkvica bi prema svim standardima bila prva župska crkva naselja kojega prema kasnijim izvorima s početka 14. stoljeća znamo pod imenom Sv. Ilija. Naime, njena veličina od 33 m² svrstava je u red tipičnih župskih crkava u Ugarskoj 11. i 12. stoljeća. Na osnovi demografske procjene, koja se u načelu zasniva na tezi krajnje racionalnog korištenja površine srednjovjekovnih župskih crkava, bjelobrdska populacija nastanjena oko Meraje mogla je imati maksimalno 160 osoba. U ovaj broj uključeno je i 15  − 20 % onih koji crkvu iz različitih razloga nisu mogli pohoditi (rodilja, nejake djece, starih i bolesnih).
Vezano uz ovu crkvicu trebalo bi napomenuti kako su mnogi autori na osnovi navodnog nalaza medaljice s likom sv. Benedikta na kojoj je bio natpis «ORDO SANCTI BENEDICTI» prilikom prvog istraživanja na Meraji 1953. godine te na osnovu navodne «darovnice cara Justinijana benediktincima za Cibale» iz 6. stoljeća spekulirali o benediktinskoj pripadnosti iste crkvice na Meraji tijekom 11. i 12. stoljeća. Još je u 17. stoljeću glasoviti francuski benediktinski učenjak Jean Mabillon (1632. − 1707.) utvrdio kako je spomenuta «Justinijanova darovnica» «najbezočnija» krivotvorina montekaskinskog redovnika Petra Đakona iz 12. stoljeća kojoj je osnovni cilj bio pobijanje posjedničkih ostalih talijanskih benediktinskih opatija tobožnjim starijim pravima njegovog Monte Cassina. Uz to još je i spomenuta medaljica zagubljena, čini se još pedesetih godina 20. stoljeća, te se stoga teza o benediktincima na Meraji u 11. i 12. stoljeću danas ničim ne da dokazivati.
Bilo kako bilo, srednjovjekovna populacija nastanjena oko Meraje, tijekom 12. i 13. stoljeća, čini se nije uopće rasla jer se smatra kao je spomenuta crkvica nakon tatarskog pustošenja 1242. godine iznova obnovljena te je najmanje još pola stoljeća služila svojoj funkciji.
Negdje, najranije krajem 13. ili u prvim desetljećima 14. stoljeća, na njenom južnom boku odjednom nastaje nova velika gotička crkva posvećena sv. Iliji kako to donose popisi izvanredne papinske desetine u prostoru Vukovskog arhiđakonata Pečuške biskupije koju su između 1332. i 1335. godine skupljali dvojica francuskih klerika Rajmund de Bonofato i Jakov de Lengres. Ne samo to nego je župa Sv. Ilije (Sancto Elya / Helya), kako je glasilo srednjovjekovno ime današnjih Vinkovaca, nakon župe u podgrađu vukovske utvrde druga po poreznoj snazi u cjelokupnom Vukovskom arhiđakonatu. U pet pohođenja ove župe svaki put je u njoj zatečen župnik Jakov koji je položio ukupno poreznog novca u visini 310 banskih denara.
Na osnovu jake porezne snage srednjovjekovne župe Sv. Ilije te na osnovu površine njene gotičke crkve (128 m²)  na današnjoj Meraji dalo bi se zaključiti kako se stanovništvo srednjovjekovnog naselja na Meraji od 1242. do 1332. godine više nego učetverostručilo. Procijenjeni broj od maksimalno 680 osoba za naselje Sv. Ilije u prvoj polovici 14. stoljeća te jaka porezna snaga župe, može se, osim porastom stanovništava u matičnom naselju Sv. Iliji, te «trgovačko-obrtničkim» značajem istoga, jedino objasniti pretpostavkom kako su joj tada pripadala manja satelitska sela osnovana tijekom 13. ili 14. stoljeća. Imena tih područnih sela saznajemo u kasnijim srednjovjekovnim ispravama od početka 15. stoljeća. Neka od njih su se do danas sačuvala u imenima zemljišta u okolici današnjih Vinkovaca na kojima su donedavno postojali tzv. ljetni «šokački» stanovi koji također upozoravaju na položaje ovih danas nepostojećih srednjovjekovnih sela.
U okolici Sv. Ilije, a kako je to već rečeno u prethodnim poglavljima nalazila su se brojna manja «satelitska» seoska naselja. Tako su se u jugozapadnom, zapadnom, sjevernom i sjeveroistočnom dijelu današnje teritorije grada nalazili: Liskovac, Krnjašci (1702.), Zablaća s trima selima, Draganovci te možda Ervenci (1702.). Na desnoj strani Bosuta nalazila su se manja svetoilijska područna sela, tj. posjedi: Kunovci (danas Kunjevci), Kanovci, Zalužje, Petrovci, Bozijaš (Bazijaš) i možda Novakovci (Wyfalyu). Jugoistočno od Sv. Ilije s lijeve bosutske obale nalazili su se: Milovan(ci) i Trbušanci. Ova dva posljednja posjeda gotovo dosljedno se navode u srednjovjekovnim izvorima u sklopu pripadnosti posjeda i crkvene župe Sv. Salvatora, odnosno Újlaka (Wylak) čije se središte, kako se misli u posljednje vrijeme, nalazilo na prostoru današnjeg vinkovačkog prigradskog naselja Mirkovaca istočno od Vinkovaca. Na krajnjem istoku današnje teritorije grada Vinkovaca prema Jankovcima nalazio se srednjovjekovni posjed Vidor čije su granice vrlo dobro opisane još u ispravi iz 1220. godine.
Tijekom srednjeg vijeka u blizini Sv. Ilije, čini se, nalazili su se i Fečkovci (Fetečkovci), Odolenfalua (Udalenfalua), Pobrđe, Baškovci i još neki drugi, ali zbog njihovog izostanka u suvremenim toponimijskim, topografskim i kartografskim izvorima (počevši od kraja 18. stoljeća) danas im je teško odrediti točan položaj.
Prostor Sv. Ilije, doduše indirektno, spominje se još u ispravi iz 1267. godine koja se bavi omeđivanjem posjeda Čepan (Chepan je starije ime današnjeg Cerića sjeveroistočno od Vinkovaca).  Posjed Čepan je 1267. godine, naime, na zapadu imao susjede gradukmete utvrde Vukovo (…populi castro de Wolkov…) na temelju čega je razvidno kako je stanovništo tadašnjeg srednjovjekovnog naselja Sv. Ilija imalo jobagionski status. Tek negdje krajem 13. stoljeća ono je prešlo u ruke bana Martina, rodonačelnika baćinske grane ugarskog plemićkog praroda Szente-Mágócsa.
Kasnija isprava iz 1353. godine Sv. Iliju upravo navodi kao zajednički posjed devetorice unuka bana Martina od roda Szente-Mágócsa: Stjepana i Ladislava, sinova Nikolinih; Mihovila i Benedikta, sinova Pavlovih; te Martina (baranjski arhiđakon i pečuški kanonik), Jurja, Nikole i Ivana, sinova Emerikovih. U ispravama iz 1355.  i 1396.  godine u Sv. Iliji (Zenhylya, 1355.; Zenthylie, 1396.) spominju se veliki godišnji županijski sajmovi koji su se održavali uoči Miholja (28. 9.) i na Bartolovo (24. 8.). Iz isprave iz 1396. godine poznata su i trojica članova roda Szente-Mágócsa: Stjepan i Bartol, sinovi Nikole Emerikova, kao i njihov rođak Andrija, sin mačvanskog bana Pavla Liskovačkog. Oni su tada bili u nekakvom sukobu jer je došlo do razračunavanja između nekih njihovih podložnika uoči i nakon sajma u Sv. Iliji na Bartolovo.
Zatim se Sv. Ilija (Zenthilie) spominje 1410. godine i tada je još uvijek posjed baćinske (de Bathya), prema posjedu Baćinu na lijevoj strani Vuke zapadno od današnjeg Antina), odnosno liskovačke grane (de Lysko / Lyzko, prema posjedu Liskovu koje se nalazilo između današnje Trpinje i Bobote, današnje zemljište i arheološki lokalitet Staro Lijeskovo),  grane ugarsko plemićkog praroda Szente-Mágócsa. Kao posjednici se u Sv. Iliji tada navode udovica Nikole Baćinskog Uršula (koja se u međuvremenu preudala za Bertoka de Bya) te Uršulin sin Ladislav (još 1391. spominje se kao baranjski podžupan). Sljedeća isprava u kojoj se spominje Sv. Ilija (Zenthylle) zbog oštećenosti datira se između 1413. i 1415. godine. Oko Sv. Ilije i nekih drugih posjeda (kao na primjer Draganovaca / Draganfalua, Fečkovaca / Fekechfalua, Zablaća, Odolenfaluae i dr.) u to vrijeme vodio se spor između rođaka bosanskog biskupa Ivana III. (1387. −1408.) iz liskovačke ili baćinske grane Szente-Mágócsa s jedne strane i Davida, sina Nikole Lackovog od Szántóa. Predmet spora su vjerojatno bili posjedovni udjeli biskupa Ivana kojeg je David od Szántóa optuživao za potpomaganje protivnika Žigmunda Luksemburškog pa mu je isti kralj te posjede navodno oduzeo. Ove tvrdnje osporavali su biskupovi rođaci: Andrija Stjepanov i Stjepan Ladislavov Baćinski, zatim njihovi rođaci Nikola Nikolin, Andrija Mihovilov i neka «djevojka» Ana kao i, što je najzanimljivije, tadašnji glavni kraljevski peharnik Ivan Alšanski iz Logretove grane Szente-Mágócsa.
Upravo se misli kako je Ivan Alšanski nakon smrti svojih rođaka Andrije i Nikole Liskovačkih 1424. godine darovnicom kralja Žigmunda Luksemburškog stekao većinu njegovih bivših posjeda među kojima se nalazio i Sv. Ilija. To indirektno potvrđuju kasnije kako krivotvorene tako i vjerodostojne isprave. Prema poznatoj krivotvorini datiranoj «1435.» godinom, a koju je vjerojatno dala izraditi druga generacija velikaške obitelji Talovac šezdesetih godina 15. stoljeća u pokušaju obrane svojih stečenih prava protiv prisezanja Morovića i Dombovarskih (de Dombo prema posjedu Dómbo u županiji Tolna) Sv. Iliju (Zenthelye), kao i još 42 druga svoja posjeda Ivan II. Alšanski (†1435./1437.) i njegova supruga Klara oporučno su ostavljali hrvatsko-dalmatinskom i slavonskom banu Matku Talovcu i njegovoj braći Franku, Perku i Ivanu.
Talovci su doduše vjerodostojnom darovnicom kralja Žigmunda Luksemburškog (1387. − 1437.) iz 1437. godine stekli brojne baštine i stečevine sada već pokojnog glavnog kraljevskog peharnika Ivana Alšanskog (trgovište Otok i obližnju utvrdu Virgrad s pripadajućim selima, Seč na Vuci nizvodno od Laslova s pripadajućim selima, Gaboš s pripadajućim selima, kao i polovicu posjeda Tizin kod Osijeka), ali ne i Sv. Iliju, kao i neke druge bivše posjede Ivana Alšanskog. Potonjih posjeda se prva generacija Talovaca, na zasad nepoznat način, ipak domogla. Naime, druga, znatno manje moćna, generacija Talovaca 1462. godine prodavala je svoj vukovarski posjed za 500 zlatnih ugarskih florena Jobu Gorjanskom (†1481.). Kako se vukovarski posjed tada nalazio u «tuđim rukama» (još ga je 1456. godine kralj Ladislav V. darovao Albertu i Sebastijanu od Hangácsa iz Bodroške županije), kao jamčevinu za neizvršenje kupoprodajnog ugovora Talovci su nudili svojih 8 cjelovitih, kao i 7 posjeda u kojima su imali samo posjedovne udjele. U ovoj drugoj skupini nalazio se i Sv. Ilija (Zenthyllye).
Sv. Ilija (Zenthillye) 1464. se zatim navodi u sporazumu sklopljenom između Morovića i Dombovarskih oko ravnomjerne podjele bivših posjeda već odavno mrtvog Ivana Alšanskog: Alšana, Selne, Gunje, Váralje i Otoka. Razlog ovog sporazuma ležao je u činjenici što su te posjede još uvijek držali Talovci, a Morovići i Dombovarski su se istih željeli domoći pri tome se pozivajući na nekakvo srodstvo s Ivanom Alšanskim.
Međutim, ovaj ugovor, bar što se tiče posjeda Sv. Ilije, ali i Váralje te Otoka nije ostvaren. Naime, Sv. Ilija (Zenthilye) navodi se 1491. godine među 58 pripadajućih posjeda kaštela u Slakovcima koje je tada kralj Vladislav II. Jagelović (1490. − 1516.), zbog pristajanja uz protukralja Maksimilijana Habsburgovca, oduzeo Lovri Bánffyju Gorjanskom (1478. − 1526.) i njegovom šurjaku Ivanu Kishorvátu od Hlapčića. Prema tome Sv. Ilija je shodno ugovoru iz 1462. godine, negdje između 1464. i 1481. godine, došao u ruke Joba Gorjanskog, a kako je isti bio posljednji muški potomak palatinske grane Gorjanskih, većina posjeda ove grane nakon njegove smrti 1481. godine prešla je u ruke banske grane Gorjanskih. Njima je upravo pripadao spomenuti Lovro Bánffy («Banić») koji je 1491. posjedovao i Sv. Iliju (Zenthilye / Zenthylye).
Isprava iz 1491. godine je važna iz nekoliko momenata. U njoj se prvi put navodi i današnje ime Vinkovaca (Wynkocz)  koji su, čini se, tada bili svetoilijsko područno selo ili bolje reći «zaselak». Najvjerojatnije su bili relativno mlado naselje nastalo možda tek tijekom 15. stoljeća. Gdje su se točno nalazili u odnosu na staru svetoilijsku jezgru oko Meraje, teško je reći. Na njihov položaj možda bi mogla upozoravati stara vinkovačka ulica «Vinkov sokak» kako se do početka 19. stoljeća nazivala današnja ulica I. G. Kovačića sjeverno od Meraje. 
Osim toga znamo kako je vlasništvo nad onim drugim posjedovnim udjelom Sv. Ilije, za kojega znamo kako ga 1462. nisu držali Talovci, i nadalje bilo u rukama liskovačke grane Szente-Mágócsa. Tako se u ispravi iz 1491. godine navodi neki Bertba (?Bertok), zastupnik plemića Emerika Liskovačkog koji stanuje u Sv. Iliji.
Kralj je posjede oduzete Lovri Bánffyju i Ivanu Kishorvátu istom ispravom odmah darovao erdeljskom biskupu Ladislavu i njegovoj braći Petru i Matiji Gerebu od Wingártha, kao i tamiškom županu Pavlu Kinizsiju. Ova darovanja isti kralj je ubrzo, nakon 4 mjeseca, a u skladu s odrednicama u međuvremenu sklopljenog mira s Maksimilijanom Habsburgovcem, morao opozvati. Gerébi, međutim, nisu htjeli priznati novonastalu situaciju pa su poveli opsežnu oružanu akciju u Vukovskoj županiji u cilju zauzimanja posjeda Lovre Bánffyja i Ivana Kishorváta. Akciji se priključio i kaločki nadbiskup Petar Váraday čiji su posjed Sotin još 1490. godine u jeku najžešćih sukoba zaposjeli Lovro Bánffy i Ivan Kishorvát. To se očito dogodilo u drugoj polovici 1494. godine, kako su se 1498. godine pred kraljem Ladislavom žalili Ivan Kishorvát i Lovro Bánffy, kao i njihovi ostali rođaci i tazbina. U ispravi iz 1498. godine nabrajaju se svi posjedi koje su Gerébi 1494. godine zaposjeli, među njima i Sv. Ilija koji se tada prvi put navodi u statusu trgovišta (oppidum Zenthille).
Upravo ovom podatku odgovara jedan arheološki nalaz iz 1965. godine nađen u grobu kasnosrednjovjekovne faze ukopa na Meraji. Radi se o kožnatoj vreći u kojoj je bilo 50 ugarskih denara Matije Korvina (1458. − 1490.) i Vladislava II. Jagelovića (1490. − 1516.). Vlasnik ovog grobnog priloga očito je bio kakav bogati trgovac ili obrtnik koji je živio i umro u trgovištu Sv. Ilija početkom 16. stoljeća.
Lovro Bánffy i Ivan Kishorvát svoje posjede uspjeli su povratiti kroz parnicu iz 1498. godine ili tek nakon smrti posljednjeg Gereba 1503. godine. Tako znamo kako je Lovro Bánffy u Sv. Iliji (Zenthellye) kao i u drugim posjedima (Zalužju, Poprečju, Kunjevcima, Lĕskovcu i Bozjašu) 1506. posjedovao posjedovne udjele. Vlasnik drugih posjedovnih udjela u Sv. Iliji 1506. godine bio je Nikola Baćinski. U Sv. Iliji se 1506. godine spominje i brod, odnosno skela na Bosutu od koje su njegovi vlasnici ubirali brodarinu.
Već se 1516. godine kao jedan od susjeda ivankovačkog vlastelinstva spominje Vid Serlyth od Sv. Ilije (Vito Serlyth de Zenthilliye). On je ujedno i prvi posjednik Sv. Ilije kome je Sv. Ilija matični, a možda i jedini posjed. Usto njegovo je prezime očito hrvatsko, te bi se moglo čitati u raznim verzijama: Srlić, Srljić, Šrljić, Štrlić, Štrljić itd.
Vid Serlygh od Sv. Ilije se u ispravi izdanoj 1524. u Ivankovu navodi kao jedan od dvojice tadašnjih vukovskih podžupana, a ista isprava također donosi ime jednog stanovnika Vinkovaca: Vinko Wajda («vojvoda») de Wynkovc.
Vid Sterlich (?Štrljić) poznat je i iz pisma iz 1536. godine u kojem se navodi kao «poseban izaslanik» Franje Tahyja kojega je ovaj, zbog dramatičnih događaja vezanih uz osmanlijska osvajanja u središnjoj i zapadnoj Slavoniji, zajedno s ovim pismom, slao kralju Ferdinandu u Beč.
Čini se kao su Osmanlije opustošile područje Sv. Ilije još oko 1527. godine na što upućuju najmlađi primjerci ugarskih denara nađenih u arheološkoj ostavi na području Vinkovačkog Novog Sela. Ostava je možda mogla nastati ne zbog neposredne osmanlijske opasnosti već vezano uz teške borbe koje su se te godine u Slavoniji vodile između pristalica Ferdinanda Habsburga i Ivana Zapolje.
Bilo kako bilo, prostor Vinkovaca se zasigurno 1536. godine nalazio već duboko u prostoru Osmanskog Carstva. Prema jednom osmanlijskom popisu iz 1550. godine u sklopu Ivankovačke nahije navodi se «selo Vinkovci, drugim imenom Ilinci». Ilinci su tada bili pustoselina (mezra) koju su obrađivali žitelji sela Vinkovci, Trbušanci i Ostrovo. Prema osmanlijskom popisu iz 1570. godine u sklopu nahije Ivankovo navodi se selo Vinkovci koji su tada imali 17 naseljenih kuća, a zapisana su i imena sedamnaestorice kućedomaćina. Stanovnici ovih Vinkovaca, kao i sela Zalužja obrađivali su zemlju na mezri Ilinci.
Misli se kako je veći dio stanovništva Vinkovaca tijekom 16. stoljeća prešao na [kalvinizam], ali je utjecaj kalvinizma donekle potisnuo svećenik Šimun Matković iz Olova. Vizitacija Petra Masarechija iz 1623. godine u ivankovačkoj župi kojoj su tada pripadali i Vinkovci također navodi prisustvo mnogobrojnih kalvina «ilirske» narodnosti. Petar Nikolić 1660. godine navodi i crkvu Sv. Ilije u sastavu ivankovačke župe.
Vinkovci su vjerojatno oko 1686. godine zbog ratnih zbivanja bili raseljeni, jer prvi postosmanlijski popis iz 1697. godine navodi kako su se izbjeglice iz Ivankova, Andrijaševaca, Pobrežja, Retkovaca, Prkovaca i Vinkovaca (Vinkovczy) skrivale u šumama i močvarama oko sela Antina. Nakon minule ratne opasnosti, oko 1700. ili 1701. godine iznova su se vratili na svoja stara selišta.
Vinkovci su već od ovog razdoblja u području novoformirane Vojne krajine, a već se 1705. i 1708. (Vincocz) godine navode kao crkvena župa. Stara srednjovjekovna župska gotička crkva Sv. Ilije na Meraji vjerojatno je u ovom razdoblju dobila glavnu posvetu sv. Vinku, kako to izričito navodi vizitacija iz 1729. godine. Spominju se i pomoćni oltari posvećeni sv. Ivanu Nepomuku i Blaženoj Djevici Mariji. Vinkovci tada već broje nešto manje od 500 stanovnika, a značajan porast doživljavaju nakon 1750. godine kada postaju sjedište 7. brodske graničarske pukovnije i njoj pripadajuće 9. vinkovačke satnije. U ovom vremenu središte naselja sa starog srednjovjekovnog položaja oko Meraje seli se na današnje mjesto. Stare antičke ruševine na mjestu središta Cibala poravnavaju se i nasipavaju u cilju stvaranja vojnog vježbališta. Na istom mjestu je još 1729. godine postojao drveni župski stan i kapela, a pedesetih i šezdesetih godina na sve četiri strane vježbališta grade se drveni objekti za potrebe vojske i vojne uprave. Njih će od početka sedamdesetih godina zamijeniti čvrsto zidani reprezentativni barokni objekti: Zapovjedništvo 7. brodske pukovnije (današnja zgrada Gradskog muzeja Vinkovci sagrađena 1775. godine); nova župska crkva Sv. Ivana Nepomuka (današnji Sv. Euzebije i Polion, dovršena 1777. godine); na prijelazu iz 18. u 19. stoljeće zgrada Pukovnijskog suda (današnji Općinski sud) te sjedište generalata Slavonske vojne krajine te niz drugih javnih i privatnih kasnobaroknih građevina. Stara gotička crkva na Meraji se zapušta te vojnom eraru isprva služi kao skladište odora, a u 19. stoljeću i kao žitno skladište.
Pored svega navedenog treba dodati još i Engelovo mišljenje, među ostalim sadržano u njegovoj čestici o srednjovjekovnom naselju Szentillye na mjestu današnjih Vinkovaca, kako je njegovo starije ime zabilježeno u jednoj do sada nepoznatoj ispravi iz 1329. godine bilo Bogdánfalva (Bogdanfolua!).  Odgovara li doista Bogdanfolua zapisana 1329. godine u posjedu bana Martina od roda Szente-Mágócsa kasnijim vijestima o Sv. Iliji na mjestu današnjih Vinkovaca, ili nekom drugom posjedu srednjovjekovne Vukovske županije, za sada se ne može pouzdano reći.

### Turska i Vojna krajina
Vinkovci se prvi put spominju u jednom izvještaju iz 1615. godine, uz napomenu da su nekada bili dobro nastanjeni, a pod Turcima su se rasuli u nekoliko sela. Nakon pogibije kralja Ludovika II. na Mohačkom polju, Turci se sve više zalijeću na ova područja. Vinkovce osvajaju godine 1533. i u gradu se zadržavaju sve do godine 1691, no osim ruševina i pokojeg turcizma u govoru stanovništva, ne ostavljaju velikog traga. Iako se grad oslobodio od Turaka, ipak je još strepio nd mogućih napadaja turske vojske, te je osnovana Vojna krajina u koju su uvršteni i Vinkovci. U gradu je smješten stožer regimente, te se Vinkovci razvijaju u važno vojno i kulturno središte. Grad je bio sjedište Brodske i Gradiške regimente koje su činile brigadu. S obzirom na takav status, ubrzo počinje izgradnja objekata neophodnih za uspješno djelovanje obrambenih snaga. Stoga je izgrađeno veliko vojno vježbalište, a izgradnja je uzela maha za vrijeme vladanja carice Marije Terezije. U to se doba grad pretvorio u vojnokrajišku jezgru s urbanom fizionomijom panonskog baroknog tipa. S vojnom vlašću počinje sustavna naobrazba. naime, otvoreno je više vojnih učilišta, a od godine 1766. djeluje i vinkovačka klasična gimnazija. Osnovana je u Petrovaradinu, a 1799. premještena je u Vinkovce i postaju potpuna gimanzija. To je jedina vojnokrajiška gimnazija i odigrala je važnu ulogu u izobrazbi brojnih znanih Vinkovčana kao što su Josip Kozarac, Joza Ivakić, Vanja Radauš i drugi.

### 20. stoljeće
Vinkovci su 1900.g imali oko 8.500 stanovnika. Kada je 1918. g. Hrvatska ušla u Kraljevstvo Srba, Hrvata i Slovenaca, došlo je do nove organizacije uprave, kojom su 1921. g. ukinute županije, a osnovane oblasti. Nezadovoljstvo koje se pojavljuje među narodima u novostvorenoj državi 1929. g. dovodi do uvođenja diktature kralja Aleksandra 1929. i ukidanja oblasti i oblasnih skupština. Bivši kotar Vinkovci ulazi u sastav Drinske banovine, no 1931. g. kotarevi Vinkovci, Vukovar, Šid i Ilok prebačeni su u Savsku banovinu. Rat je grad zatekao i 1941. – 1945. godine kada su se na ovom području izvojevale važne bitke, kao što je probijanje srijemskog fronta, kada su gotovo cijelo područje Vojvodine i Slavonije zauzele sovjetske snage. Dan kada su se Nijemci povukli iz Vinkovaca, 13. travnja, tijekom komunističke vladavine slavljen je kao dan grada. 
Tog danas su partizani, pripadnici 38. makedonske i 21. srpske divizije, pobili 40-ak Vinkovčana po ulasku u Vinkovce. Godine 2006. u naselju Slaviji podignut je spomenik Vinkovčanima pobijenim u tom partizanskom pohodu.
Tijekom Holokausta sudbina većine slavonskih i srijemskih Židova, njih oko 3000, bila je zapečaćena u Vinkovcima, odakle je Ivan Tolj, zapovjednik ustaške policije u gradu od 1941. do 1944. godine, sredinom 1942. godine rukovodio sabiranjem Židova isprva na nogometnom stadionu NK Cibalije, a zatim u vagone na željezničkom kolodvoru. Vagoni su su zatim bili upućivani u logore smrti Jasenovac i Auschwitz. Tolj je 1945. uhvaćen i osuđen na smrt kao ratni zločinac.
Nakon Drugog svjetskog rata u novoj Jugoslaviji osnivaju se kotarevi sa sjedištem u Vinkovcima, Vukovaru, Županji. U tom razdoblju usporavan je razvoj industrije na području Slavonije i zapadnog Srijema, ali marljivšću i upornošću njezinih stanovnika i zahvaljujući prirodnom bogatstvima ovoga kraja razvila se napredna poljopriveda i neke industrijske grane.
Prvu polovicu 1990-ih obilježio je Domovinski rat, odnosno oružani sukob Republike Hrvatske s Jugoslavenskom narodnom armijom (1991. – 1992.) i snagama pobunjeničke srpske paradržave (1992. – 1995.). Tijekom lipnja 1991., u selima istočne Slavonije (Bobota, Vera, Negoslavci) uspostavljene su terorističke baze srpskih ekstremista za napade na Osijek, Vinkovce i Vukovar te okolna sela. Vinkovci su osobito napadani iz Mirkovaca, Markušice, Pačetina i Karadžićeva. 
Hrvatske su snage početkom srpnja 1991. protjerale četnike sa samog ulaza u Vinkovce, 17. srpnja 1991. munjevitom su akcijom hrvatske snage potisnule srpske teroriste preko "brčanske" pruge i uspostavile liniju prema Mirkovcima. U samom pak napadu na neprijateljske položaje na Mirkovce, iz kojih su neprestano granatirani Vinkovci, hrvatske su postrojbe pretrpjele velike gubitke, a ključnu pomoć srpskim teroristima pružila je JNA. Od 28. do 30. kolovoza 1991. u Vinkovcima i Slavonskom Brodu hrvatske su snage zaustavile nekoliko vlakova koji su prevozili oružje i intendantsku opremu JNA koja se povlačila iz Slovenije; ovom akcijom oduzeti su oružje i oprema i podijeljeni slabo naoružanim hrvatskim postrojbama. 15. rujna 1991. Vukovar je ostao odsječen od Vinkovaca, a 20. rujna veza je opet uspostavljena. 11. listopada u Vinkovce se s manjom skupinom branitelja uspio probiti iz neprijateljskog obruča zapovjednik obrane Vukovara Mile Dedaković − Jastreb, u namjeri za dovesti pomoć Vukovaru koji su opkolili velikosrpske snage.
Sigurnost Vinkovaca u smislu ostanka pod hrvatskom vlašću nije bila potpuna niti nakon stabiliziranja bojišnice i međunarodnog priznanja Republike Hrvatske od strane zemalja Europske zajednice. Osim topničkih napada 10. veljače 1992., srpske snage poduzele su i pješački napad, kojeg su hrvatske postrojbe odbile. 1. travnja 1992. također je bio snažni napad srpske vojske na Vinkovce; tad su tri osobe poginule, a devet ranjeno.
Raspadom komunističke Jugoslavije, u neovisnoj Hrvatskoj obnavlja se 1992. g. županija pod imenom Vukovarsko-srijemska u čijem se sastavu našao i grad Vinkovci. Grad je jedno vrijeme bio upravno sjedište županije dok uvjeti nisu dopustili da se nakon mirne reintegracije okupiranog Podunavlja ured premjesti u Vukovar.

## Uprava i politika
Gradonačelnik Grada Vinkovaca: Ivan Bosančić (HDZ).
Zamjenici gradonačelnika: 
Gabrijel Šokičić dipl.iur.
Kata Krešić dr.med.
Gradsko vijeće/ sastav
Vlast u Gradu Vinkovcima obnaša koalicija stranaka Hrvatska demokratska zajednica (HDZ), Hrvatska stranka umirovljenika (HSU) i Blok umirovljenici zajedno (BUZ).
Gradsko vijeće ima 25 vijećnika prema sljedećoj zastupljenosti: HDZ 10 vijećnika, BUZ 1 vijećnik, HSP dr. Ante Starčević 1 vijećnik, HSS 1 vijećnik, HSU 2 vijećnika, SDP 4 vijećnika, Most 3 vijećnika, HNS 1 vijećnika, te 2 nezavisna vijećnika.
1. Mladen Karlić – predsjednik Gradskog vijeća HDZ, 2. Marinko Lukenda – potpredsjednik Gradskog vijeća HSU, 3. Ilija Cota HDZ, 4. Sanja Kalaica HDZ, 5. Petar Šimić HDZ, 6. Zrinka Grgljanić Đaković HDZ, 7. Mario Dražić HDZ, 8. Ivan Colarić BUZ, 9. Borislav Manojlović HSU, 
10. Vladimir Ćirić HDZ, 11. Mirela Fabijan HDZ, 12. Željko Raguž HDZ, 13. Zlatko Jurišić HDZ, 14. Darko Posarić MOST, 15. Ivana Popović MOST, 16. Robert Rihtar MOST, 17. Damir Jakšić Neovisni, 18. Josip Krajinović Neovisni, 19. Damir Rimac SDP, 20. Marija Bekavac SDP, 21. 
Davor Benić SDP, 22. Nataša Čopčić SDP, 23. Mirna Krajina Andričević HNS, 24. Davor Vukovac HSS, 25. Tomislav Miličević HSP AS.

## Stanovništvo
U gradu Vinkovcima po popisu stanovništva 2021. živi 30 842 stanovnika.
Stanovništvo po gradskim naseljima − popis 2021.:
- Vinkovci − 28.111
- Mirkovci − 2731

Stanovništvo prema nacionalnoj pripadnosti prema popisu iz 2021.:
- Hrvati − (28.981) 93,97 %
- Srbi − (1076) 3,5 %
- Mađari − (124)  0,4 %

Velika prijeratna općina Vinkovci, po popisu iz 1991. godine imala je 98.484 stanovnika, sljedećeg nacionalnog sastava:
- Hrvati − 78.313
- Srbi − 13.170
- Mađari − 1644
- Bošnjaci − 342
- Rusini − 209
- Jugoslaveni i ostali − 4806

| broj stanovnika | 4493  | 5773  | 7315  | 8123  | 9832  | 11670 | 12640 | 16038 | 18633 | 20834 | 25313 | 31605 | 35944 | 38580 | 35912 | 35312 | 30842 |
|                 | 1857. | 1869. | 1880. | 1890. | 1900. | 1910. | 1921. | 1931. | 1948. | 1953. | 1961. | 1971. | 1981. | 1991. | 2001. | 2011. | 2021. |

| broj stanovnika | 3632  | 4802  | 6117  | 6954  | 8634  | 10455 | 11421 | 14724 | 17219 | 19179 | 23192 | 29106 | 33004 | 35347 | 33239 | 32029 | 28111 |
|                 | 1857. | 1869. | 1880. | 1890. | 1900. | 1910. | 1921. | 1931. | 1948. | 1953. | 1961. | 1971. | 1981. | 1991. | 2001. | 2011. | 2021. |

## Mjesni odbori
U sastavu Vinkovaca nalazi se 12 mjesnih odbora:
- Lenije
- Stjepan Radić, poznatiji kao Radićev blok
- Centar
- Kolodvor, poznatiji kao Kolodvor kvart
- Dvanaest redarstvenika, poznatiji kao Vrtno naselje
- Vinkovačko Novo Selo
- Lapovci
- Ban Jelačić
- Zagrebački blok
- Slavija
- Mala Bosna, poznatija kao Gortanovo naselje
- Mirkovci

## Gospodarstvo
- Hrvatske željeznice
- Dilj d.o.o., članica NEXE grupe − 80-godišnja tradicija proizvodnje cigle i crijepa
- Spačva d.d. drvna industrija − proizvodnja hrastovog parketa, vrata i furnira

### Turizam
Turistička ponuda
Uz bogate povijesne znamenitosti, kao i gospodarske osobitosti koje ovo područje čine zanimljivim, Vinkovci s okolicom imaju također i svoju raznovrsnu i sveobuhvatnu ugostiteljsko-turističku ponudu i privlačnost.
Ugostiteljska ponuda
U Vinkovcima je razgranata turistička i ugostiteljska ponuda raznih hotela, te oko trideset specijaliziranih restorana, motelskog i drugog tipa sa slavonskim specijalitetima, veći dio u samom gradu, a jedan dio uz prometnice.
Seoski turizam
Turistička zajednica grada Vinkovaca dala je inicijativu davne 1975. godine da se drevne ljepote bogate i lijepe Slavonije iskoriste za razvoj seoskog turizma, jer su sela Otok, Ivankovo, Rokovci, Andrijaševci, Lipovac i mnoga druga smještena u prekrasnim ambijentima čuvenih hrastovih šuma i na meandrima rijeka Bosut, Biđ, Spačva, Studva i njihovim pritocima. Osobito su poznati "Virovi" kod Otoka − prirodnog fenomena skoro netaknute šumske prirode. I danas osim čiste prirode i odmora u tišini, šetnji, lovu, ribolovu gost se može uključiti u seoske poslove sa svojim domaćinom i uživati u poznatim slavonskim specijalitetima. Sva ta sela sačuvala su svoj izvorni izgled, svoje narodne običaje, svetkovine, narodne nošnje, igre i vesele šokačke pjesme.
Lovni turizam
Ova vrsta turizma ima dugogodišnju tradiciju zbog raznovrsne divljači. To su jelen obični i jelen lopatar poznati u cijeloj Europi te divlje svinje i fazani. Nadomak gradu poznata su lovišta : "Kunjevci", "Spačva" i "Merolino".
Ribolov
Ribolov je moguć na rijekama Bosut, Spačva, Studva, Otočkim i Bošnjačkim virovima. Rijeke obiluju slatkovodnim ribama: šaran, smuđ, som, linjak, grgeč, karas i štuka. Športski ribolov se također njeguje od davnih dana na području Vinkovaca, i nije rijetkost, pogotovo u ljetnim mjesecima, vidjeti brojne ribiče kako se natječu uz Bosut u samom centru grada.

### Vinkovačke jeseni
Vinkovačke jeseni
U Vinkovcima, najvećem gradu jugoistočne Slavonije i Vukovarsko-srijemske županije, već više od pet desetljeća održavaju se u mjesecu rujnu Vinkovačke jeseni. Vinkovačke jeseni najveća su i najpoznatija folklorna, kulturna, gospodarska i turistička manifestacija ne samo Vinkovaca i okolice, već Slavonije, Baranje i zapadnog Srijema, pa čak i cijele Hrvatske. Na manifestaciji sudjeluju foklorne skupine iz različitih dijelova Hrvatske, dijaspore i drugih zemalja Europe i Amerike.
Prve Vinkovačke jeseni održane su u rujnu 1966. godine. U početku bila je to lokalna smotra izvornoga slavonskog folklora na kojoj su nastupale folklorne skupine iz okolice Vinkovaca, a potom i Slavonije i Baranje.
Godine 1970. uz spomenute skupine na Smotri sudjeluju i skupina gradišćanskih Hrvata i Rusina i Ukrajinaca iz Petrovaca. Kasnije se na Smotri pojavljuju folklorne skupine iz raznih dijelova bivše Jugoslavije, Austrije, Mađarske, Poljske, Slovačke, Rumunjske, Francuske, Švedske i SAD.
Od 1977. godine Vinkovačke jeseni su smotra izvornog foklora naroda i narodnosti Hrvatske, a od 1990. godine smotra izvornoga hrvatskoga foklora na kojoj nastupaju i foklorne skupine iz dijaspore.
Svečanom otvorenju Jeseni prethode Folklorne večeri koje se održavaju nekoliko večeri prije svečanog otvorenja Jeseni i na njima nastupaju foklorne grupe iz okolice Vinkovaca, a od 1993. godine iz Vukovarsko-srijemske županije.
Od osamdesetih godina foklorne večeri imaju natjecateljski karakter, a najbolje skupine stječu pravo nastupa na Međunarodnoj smotri folklora u Zagrebu i Đakovačkim vezovima.
Svečanost otvorenja događa se na otvorenoj pozornici na središnjem gradskom trgu ili pokraj Bosuta s programom kojem je izvorište i nadahnuće Slavonija i Šokadija – njezini običaji i hrvatska tradicija. U programu sudjeluju popularni hrvatski glumci, tamburaške skupine i pjevači klasične, zabavne i narodne glazbe. Na tim priredbama visoke kulturno-umjetničke i zabavne razine okupi se više tisuća žitelja grada na Bosutu, Županije i gostiju iz raznih dijelova Hrvatske u inozemstva. Svaku priredbu izravno prenosi HRT.
Jedna od najzanimljivijih priredbi Vinkovačkih jeseni su Šokački divani, nastali kao priredba koja ima za cilj dočarati izvorni govor, igre i zabavu odnosno duh i mentalitet Šokca, Slavonca i obnoviti nekadašnje divane. U sklopu Vinkovačkih jeseni održavaju se od 1974. godine najčešće u nekom od naselja vinkovačke okolice.
Mimohod sudionika Smotre foklora ulicama Vinkovaca blagdan je za oči i uši. Kolona svih sudionika, nakon svečane mise u crkvi Sv. Euzebia i Poliona dugačka nekoliko kilometara kreće se prema stadionu NK Cibalie, zadržavajući se kratko ispred glavne pozornice na otvorenom. Više desetina tisuća gledatelja koji ispune ulice i središnji gradski trg, mogu uživati u ljepoti narodnih nošnji i zvucima foklornih skupina iz Mađarske, Ukrajine, Poljske, Slovačke, Francuske, Švedske i drugih zemalja koji kao gosti sudjeluju na Jesenima. Smotra folkora s mimohodom svih sudionika i predstavljanjem konjskih zaprega najatraktivnija je i najposjećenija priredba Vinkovačkih jeseni. S početnih dvadesetak izvornih skupina i 700 izvođača Smotra foklora danas okuplja preko sedamdeset skupina s oko 3.000 izvođača. Poseban interese na Mimohodu i Smotri izaziva pojava i nastup konjskih zaprega. Kloparaju gradskim ulicama i trgovima uređene konjske zaprege. Posebno su lijepe i zanimljive svatovske. Za Šokca, Slavonca, konji i zaprege zbog nekadašnjeg načina života imaju posebno, gotovo mitsko značenje. Otuda i velika ljubav i pozornost prema tim plemenitim životinjama kojih je sve manje.
Iako djeca na Jesenima sudjeluju od samog početka, 1970. godine nastaju Male vinkovačke jeseni, koje 1971. godine prerastaju u Dječje jeseni.
Športska natjecanja, crtanje na pločniku i panoima, nastupi dječjih zborova, foklornih i plesnih skupina, literata, recitatora i dječji korzo dio su sadržaja organiziranih na Dječjim jesenima.
Uz spomenute tradicionalne priredbe i manifestacije, na Jesenima se održavao i niz drugih priredbi kulturnog, gospodarskog i športskog sadržaja. U danima Jeseni u gradu se održavaju likovne izložbe, književne večeri, koncerti, znanstveni i stručni skupovi, gospodarska savjetovanja i izložbe, promocije knjiga, športska natjecanja i drugo. Vinkovačke jeseni slave, čuvaju, njeguju i pokazuju izvorno narodno blago, kulturu i običaje, slavonske, hrvatske, ali i pripadnika drugih naroda kao što su naši dragi i uvaženi gosti.

## Kultura i sport

### Kazalište
Kazališna tradicija u Vinkovcima seže u daleku 1917. godinu kada je Diletantsko kazalište izvelo Prosce Ise Velikanovića. Ovo djelo kao da je najavilo bogati šokački repertoar vinkovačke scene. Narodno kazalište Vinkovci izvelo je 5. srpnja 1945., odmah nakon II. svjetskog rata, zahtjevno djelo Požar strasti Josipa Kosora. Slijede Inoče Joze Ivakića (1966.), Graničari Josipa Freudenreicha (1971.), dramatizirani roman Đuka Begović Ivana Kozarca (1974.), Šokica Ilije Okrugića (1976.), dramatizirani Mrtvi kapitali Josipa Kozarca (1977.), Pouzdani sastanak Joze Ivakića (1978.), mjuzikl I. Boždara i Davora Kačića Bećarske vatre, dramatizirani Satir iliti divji čovik M. A. Reljković (1982.) i druga djela. Vinkovački dramski amateri dostigli su visoku umjetničku razinu svoje glume. Franjo Jelinek Beli bio je izvrstan Đuka Begović.
Vinkovačko kazalište dalo je i kasnije poznate profesionalne glumce kao što su Vanja Drach, Nada Subotić, Ivo Fici, Mate Ergović, Žarko Mijatović, Jasna Bašić, Rade Šerbedžija, Ivo Gregurević, Vesna Tominac i drugi. Kao ravnatelji kazališta zaslužni su za njegov uspon Vojin Dubajić, Vladimir Rem i Miroslav S. Mađer. Osobito uspješan redatelj bio je Himzo Nuhanović, višegodišnji scenarist otvorenja Vinkovačkih jeseni. Na toj su svečanosti sudjelovali mnogi poznati glumci koji su svoje umjetničko djelovanje započeli na vinkovačkim kazališnim daskama. Čest gost bio je i poznati glumac Fabijan Šovagović, kao izvrstan Đuka Begović i interpretator poezije i proze sa šokačkom tematikom.
Od 1998. godine kazalište nosi naziv Gradsko kazalište Joza Ivakić Vinkovci.

### Film
Od 2017. godine u Vinkovcima se održava Filmski festival glumca.

### Likovna umjetnost
Šokadija kao tema za umjetničko likovno stvaralaštvo prepoznatljiva je kod brojnih umjetnika starije i nove generacije. Postoji veliki broj umjetnika koji rođenjem ili životom nisu bili vezani za Vinkovce, ali su ovom gradu darovali poneko važno djelo. Među njima su Albert Kinert (grafički list Satir), Branko Ružić (Šokačko kolo na terasi bivše Cibalae banke) i Rudolf Švagel Lešić (poprsje Josipa Kozarca).
Vanja Radauš, akademski kipar, slikar, grafičar i pjesnik, jedan od najznačajnijih hrvatskih likovnih umjetnika i kulturnih djelatnika kojemu su Šokadija i grad Vinkovci bili nadahnućem za stvaranje nježnih likova Šokica, a svoju Slavoniju je obdario skulpturama M. A. Reljkovića, Josipa i Ivana Kozarca, Josipa Kosora, Josipa Lovretića, Ivane Brlić-Mažuranić i drugih značajnih osoba.
Postoji veliki broj umjetnika koji su cijeli život vezani uz Vinkovce, Antun Babić, medaljer i grafičar; Ivan Domac, pokazivao zanimanje za pejzaž; Božidar Kopić, slikao portrete, aktove i pejzaže; Joza Mataković, slikar i scenograf, autor znaka Vinkovačkih jeseni; Đurđena Zaluški, trajno vezana uz motive ravničarskih krajolika rodnih Vinkovaca; Katarina Žanić Michieli, njezine su slike sjećanje na Slavoniju u cjelokupnoj njezinoj fenomenologiji; Jasna Maretić Diminić, za svoj likovni izraz odabrala je motiv krajolika, Stjepan Jozić, slikar senzibilne palete i pastelnih tonova, ravnatelj Gradskog muzeja i Galerije umjetnosti; Dubravko Mataković, jedan od vodećih suvremenih hrvatskih majstora stripa, kiparica Alojzija Ulman, kao i mnogi drugi.

### Književnost
Tijekom tri stoljeća književni život na području današnje Vukovarsko-srijemske županije obogaćivao se poznatim imenima od kojih su mnoga trajno upisana u hrvatsku književnu povijest. Matija Antun Reljković, glavni je promicatelj prosvjetiteljstva u književnosti ovih krajeva u 18. stoljeću. Osim spjeva "Satir iliti divji čovik", napisao je "Novu slavonsku i nimačku gramatiku".
U 19. stoljeću najznačajnija književna ličnost je Josip Kozarac, moderni nastavljač ideja Reljkovićevih. Josip Lovretić, pučki pripovjedač i pjesnik, istaknuti je hrvatski etnograf i etnolog; Josip Kosor, romanopisac, dramatičar, autor brojnih pripovijedaka, putopisa, feljtona; Joza Ivakić, svojim igrokazima iz slavonskog života označava najviši domet hrvatske dramske književnosti u žanru pučkog teatra; Josip Bogner, piše recenzije, studije, eseje i književno-povijesne rasprave; Ivan Kozarac, njegovo kratkotrajno životno stvaranje svojevrsna je slikovnica Vinkovaca i Šokadije.

### Glazba
Od značajnih glazbenih umjetnika koji su potekli s ovog područja, moramo spomenuti Josipa Runjanina (1821. – 1878.), uglazbitelja hrvatske himne, osobe koja se nameće u glazbenoj umjetnosti.
U Vinkovcima je 1948. osnovana Gradska muzička škola, 1971. postala je osnovna muzička škola, a danas se zove Osnovna glazbena škola Josipa Runjanina Vinkovci. Njenim djelovanjem započinje sustavni i dugotrajni rad na glazbenom kultiviranju slušateljstva i mladih naraštaja.
Početci rocka u Vinkovcima datiraju u 1960-te. U prvoj polovici šezdesetih u Vinkovcima su osnovani Mirni konji.
Među mnogobrojnim tamburaškim sastavima ističu se Dike, Bosutski bećari, Sinovi ravnice i drugi. U tzv. pop glazbi među najpoznatijim je dance skupina Colonia − danas najuspješnija dance grupa u Hrvatskoj (dva člana su iz Vinkovaca dok je pjevačica iz Županje), a na hrvatskoj rock sceni skupina Majke.  1990-ih je djelovao i rock-sastav Kojoti, dok je danas najistaknutiji sastav Septica.
No, posebno treba naglasiti vinkovačku punk-rock scenu iz 80tih godina prošlog stoljeća, kada su dominirali sastavi kao što je Pogreb X, The Užas, Špilšul, Satan Panonski, Brener depilacija i mnogi drugi.

### Šport
Nogomet
- HNK Cibalia (od 1947. do 1990. znana i kao Dinamo Vinkovci)
- NK Dilj
- NK Vinkovci
- MNK Vinkovci MNK Vinkovci je malonogometni klub osnovan 2005. godine. Najstariji je i najuspješniji klub u VS-županiji. Uz niz osvojenih turnira u tri navrata je osvajao prvenstva 2. HMNL istok, kao i dva naslova Kupa istoka. Uz to je još tri puta bio finalist Kupa. Klub je pokretač niz humanitarnih akcija, natjecanja i liga u cilju promocije malog nogometa. Iz kluba je nekoliko igrača završilo u prvoligaškim klubovima. Omladinska škola futsala "Vinkulje" je također cijenjena i iza nje je pet juniorskih i kadetskih državnih učešća na prvenstvima Hrvatske gdje je između ostalog osvojeno jedno drugo (doprvaci države, 2010.) i jedno treće mjesto (2015.). Škola je dala pet mladih futsal reprezentativaca Hrvatske u kategorijama U-16, U-18 i U-21. Od 2018. klub ima sekciju djevojaka koje se od sezone 2019./20. vrlo uspješno natječu u 1.HMNL za žene.  Od veljače 2019. MNK "Vinkovci" nastupa pod nazivom MNK "Vinkovci − Učilište Studium".

Zimski malonogometni turnir 'Lapovci'  jedan je od kultnih malonogometnih turnira u Hrvatskoj.
Košarka
- KK Vinkovci[22]

Odbojka
- ŽOK Cestorad
- SK Lokomotiva
- TK Vinkovci

Rukomet
- RK Spačva

Boćanje
- BK Lapovci − Dilj
- BK Mladost − Cestorad
- BK Vinkovci
- BK Novoselac

Plivanje
- Plivački klub Orion[23]
- Vinkovački plivački klub

Biciklizam
- BK Sokol-Cestorad

Kuglanje
- kuglački klub Dilj-Obrtnik Vinkovci

Taekwondo
- Taekwondo klub Sajnami Vinkovci[24]

Atletika
- AK Cibalia Vinkovci[25]

Karate
- Karate klub Vinkovci
- Karate klub Galaxy

Lov i ribolov
- ŠRU Bajer
- LD Sloga

ostalo
- Odred izviđača "Vinkovci"[26]

Međunarodni šahovski turnir 'Vinkovci' održao se prvi puta 1970. i na njemu je nastupila većina igrača koji su igrali na Turniru mira u Zagrebu iste godine. To izdanje turnira bilo je jedan od najjačih svjetskih turnira u tom desetljeću. Nakon toga neredovito se održavao do dvijetisućitih, ali nikad više na toj razini.

## Obrazovanje

### Osnovne škole
- Osnovna škola Antuna Gustava Matoša
- Osnovna škola Bartola Kašića
- Osnovna škola Josipa Kozarca[27]
- Osnovna škola Ivana Gorana Kovačića
- Osnovna škola Vladimira Nazora[28]
- Osnovna škola Ivana Mažuranića[29]
- Osnovna glazbena škola Josipa Runjanina

### Srednje škole
- Gimnazija Matije Antuna Reljkovića
- Ekonomska i trgovačka škola Ivana Domca
- Tehnička škola Ruđera Boškovića
- Industrijsko-obrtnička škola Silvija Strahimira Kranjčevića
- Zdravstvena i veterinarska škola dr Andrije Štampara
- Drvodjeljsko-tehnička škola
- Poljoprivredno šumarska škola Vinkovci
- Srednja glazbena škola Josipa Runjanina

### Fakulteti
- Poljoprivredni fakultet Osijek − ogranak Vinkovci
- Filozofski fakultet Osijek − ogranak Vinkovci
- Građevinski fakultet Osijek − 7. stupanj − ogranak Vinkovci
- Šumarski fakultet Zagreb − ogranak Vinkovci

### Ostalo
- Gradska knjižnica i čitaonica Vinkovci

## Udruge
- Klub ljubitelja željeznice
- Astronomsko društvo "Oton Kučera"
- Odred izviđača "Vinkovci"
- Kinološko športski klub "Cibalia" Vinkovci
- Mladež gradskog društva Crvenog križa" Vinkovci

## Poznati Vinkovčani i Vinkovčanke
- Valentinijan I., rimski car
- Valens, rimski car
- Sveti Euzebije i Polion, sveci
- Vladimir Bakarić, književnik i glazbenik
- Goran Bare, pjevač rock-skupine Majke
- Anđelko Bilušić, hrv. makroekonomist, poduzetnik, nogometaš, šahist i igrač bridža
- Ivan Bošnjak, hrv. nogometaš
- Ivan Brkić, hrv. kazališni, televizijski i filmski glumac
- Ivica Čuljak, pjevač
- Vanja Drach, hrv. glumac (HNK Zagreb)
- Zdravko Dučmelić, slikar
- Boris Đurđević, osnivač grupe Colonia i producent
- Mato Ergović, glumac
- Mirko Filipović, hrv. borac borilačkih vještina
- Želimir Fišić, slikar i grafičar
- Dušan Gojić, hrvatski glumac
- Mario Kasun, hrv. košarkaš
- Slavko Kopač, hrvatski slikar
- Ivan Kozarac, hrv. književnik
- Josip Kozarac, hrv. književnik
- Rikard Lang, hrv. ekonomski stručnjak svjetskog glasa, UN-ov ekspert
- Vesna Tominac Matačić, glumica
- Dubravko Mataković, hrvatski crtač stripova (Prot pictures, Desmozgenes...)
- Josip Mikulčić-Joža, hrv. glazbenik
- Gordan Nuhanović, pisac
- Vinko Pajalić, hrvatski slikar
- Marija Pavković, hrv. pjevačica tamburaške glazbe
- Snježana Petika, hrv. rukometašica
- Tomislav Peternek, fotograf
- Mile Petković, nogometni trener
- Vanja Radauš, hrvatski kipar
- Josip Runjanin, hrv. skladatelj, autor glazbe himne "Lijepa naša"
- Matija Antun Relković, hrv. književnik
- Shorty, hrv. rap-glazbenik
- Vladimir Smiljanić-Babura, hrv. rukometaš
- Martina Stjepanović, hrvatska televizijska i kazališna glumica
- Ranko Stojić, hrvatski glumac
- Ferdo Šišić, hrv. povjesničar
- Rade Šerbedžija, hrvatski glumac
- Josip Šokčević, hrvatski ban
- Mirjana Šola, hrv. atletičarka
- Sava Šumanović, srpski slikar
- Dionizije Švagelj
- Hrvoje Tkalčić, znanstvenik

## Gradovi prijatelji
- Ohrid
- Koprivnica
- Široki Brijeg
- Camponogara
- Kenzingen

## Povelja o prijateljstvu gradova i Klub prijatelja
U najtežim trenucima Domovinskog rata, krajem 1991. godine, kada su Vinkovci i cijela Hrvatska trebali pomoć, javilo se puno ljudi velikog srca iz Njemačke koji su željeli pružiti utočište djeci iz Hrvatske. Na inicijativu Lucije Gnant i Rudija Nadlera, odazvale su se humanitarne organizacije iz brojnih gradova Okruga Emmendingen. Krajem prosinca 1991. godine 150 djece s vinkovačkog područja našlo je spas od ratnih zbivanja kod njima do tada potpuno nepoznatih ljudi u gradovima Okruga Emmendingen, između ostalih i u Kenzingenu gdje su ostali pola godine. Tako je započeto veliko prijateljstvo, koje je preraslo i u kumstvo među obiteljima, ali je započela i uzorna suradnja Njemačkog Crvenog križa Okruga Emmendingen i Hrvatskog Crvenog križa Gradskog društva Vinkovci koje traje gotovo četvrt stoljeća. S obzirom na odlične rezultate provedenih partnerskih projekata društava Crvenog križa, a posebno razmjena mladih iz Kenzingena i Vinkovaca,koje su snažno podržavali predstavnici lokalnih vlasti, rođena je ideja o službenom potpisivanju Povelje o prijateljstvu gradova Kenzingena i Vinkovaca, što je svečano učinjeno 2. svibnja 2002. godine u Vinkovcima. Nakon 5 godina provedbe planiranih zajedničkih projekata, u Kenzingenu su 8. srpnja 2007. godine gradonačelnik Kenzingena Matthias Guderjan i gradonačelnik Vinkovaca dr. Mladen Karlić svečano potpisali Povelju o partnerstvu gradova kojom se obvezuju dotadašnju uzornu humanitarnu suradnju proširiti na političkom,gospodarskom, kulturnom, obrazovnom i športskom planu, a posebnu pažnju posvetiti njegovanju susreta mladih. Ovo partnerstvo je zasigurno među najuspješnijim i najživotnijim u Europi jer u njemu sudjeluju doslovno stotine stanovnika obaju gradova, koji bogatstvom različitosti svoje kulturno-povijesne baštine koju prezentiraju naizmjeničnim gostovanjima glazbenih, folklornih i likovnih umjetnika, organiziranjem političkih radionica, prenošenjem gospodarskih iskustava i upoznavanjem obrazovnog sustava doprinose ostvarenju ideje europskog jedinstva.

## Vanjske poveznice
- Službena stranica Vinkovaca
- Portal grada Vinkovaca
- Vinkovački magazin  Arhivirana inačica izvorne stranice od 16. rujna 2016. (Wayback Machine)